# Służba remontu (II RP)
Służba remontu – instytucja administracji wojskowej zajmująca się zaopatrywaniem Wojska Polskiego II RP w młode konie (remonty).
Zadaniem służby remontu podczas pokoju było:
- Rejestracja, przegląd, klasyfikacja i ewidencja sklasyfikowanych koni, mułów i osłów na terenie całego państwa
- pobór sklasyfikowanych zwierząt w wypadkach przewidzianych ustawą[1]
- zakup koni dla wojska
- ustalanie zasad i systemu prowadzenia ewidencji koni w poszczególnych formacjach wojskowych
- ustalanie zasad brakowania w wojsku
- zbieranie i prowadzenie wszelkich danych statystycznych dotyczących koni, mułów i osłów w wojsku oraz zdatnych w państwie
- współdziałanie z odpowiednimi instytucjami państwowymi w zakresie hodowli koni, z punktu widzenia potrzeb wojska.

Służba remontu nie posiadała własnego korpusu osobowego. Personel stanowili oficerowie i szeregowi jazdy, artylerii i wojsk taborowych, przydzieleni do służby remontu.
Kierownictwo spoczywało w rękach Ministra Spraw Wojskowych, którego doradcą był szef Departamentu X Spraw Poborowych. Na obszarze Okręgu Korpusu kierownictwo spoczywało w rękach Dowódcy Okręgu Korpusu, którego pomocnikiem i doradcą był szef remontu Okręgu Korpusu. Szefowi podlegali komendanci Komend Uzupełnień Koni, jako kierownicy rejonów służby remontu.
Centralnymi zakładami służby remontu były Zapasy Młodych Koni.